# 克盧恩國家公園及保留地
克卢恩国家公园及保留地（英语：Kluane National Park and Reserve），位于加拿大育空地区西南角，由两个加拿大国家公园组成。克卢恩国家公园保留地建立于1972年，占地22,016平方公里。公园里有加拿大最高峰——洛根山。山地和冰川覆盖了公园内绝大部分面积。公园里栖息着接近150种鸟类，包括稀有的岩雷鸟和白头海雕。1979年，克卢恩国家公园以及周边其它几个地区一起被登录为克卢恩/弗兰格尔-圣伊莱亚斯/冰川湾/塔琴希尼-阿尔塞克世界遗产。